# Preodac
Preodac je naseljeno mjesto u općini Bosansko Grahovo, Federacija Bosne i Hercegovine, BiH.

## Zemljopis
Leži na tromeđi općina Bosansko Grahovo, Glamoč i Drvar. Kroz selo protiče rijeka Unac u svom gornjem toku idući od Šatorskog jezera, od kojeg i nastaje. Selo je ispod planine Šator, čiji ga dijelovi Vrščić i Vranjuša opasuju s južne strane. Na istoku su Veliki i Mali Kik. Od Tičeva prema zapadu odjeljuje ga strana Strmac i šuma Balinjača. Sa sjeverne strane ima više kosa i brijegova od kojih je Kuk najviši.

## Povijest
Ostaci srednjevijekovne Momčilove kule nisu istraženi, tako da se o vremenu gradnje mogu praviti samo pretpostavke. Ono što je sasvim sigurno je da se radi o monumentalnoj građevini koju je kao takvu mogao sagraditi netko od bosanskih vladara ili njegov bliži rođak.
Preodac je bio i sjedište općine koja je postojala do 1963. godine, kada je ukinuta i podijeljena između općina Bosansko Grahovo, Drvar i Glamoč.
U zadnjem ratu je gotovo uništeno. U selu sada nema škole, pošte, doma kulture, doma penzionera. I crkva Svete trojice je devastirana 1995. godine. 

## Stanovništvo

### 1961.
Na popisu iz 1961. godine, općina Preodac imala je 3.716 stanovnika, od čega 3.694 Srba (99,40%). Stanovništvo samog mjesta Preodac konstantno se smanjivalo, osobito poslije ukidanja općine.
Broj stanovnika mjesta Preoca po popisima:
- 1948. – 678
- 1953. – 727
- 1961. – 759
- 1971. – 522
- 1981. – 322

### 1991.
Nacionalni sastav stanovništva 1991. godine, bio je sljedeći:
ukupno: 195
- Srbi - 194
- Jugoslaveni - 1

### 2013.
Nacionalni sastav stanovništva 2013. godine, bio je sljedeći:
ukupno: 39
- Srbi - 39